# Wereldkampioenschappen schaatsen afstanden 2012 - 1500 meter mannen
De 1500 meter mannen op de wereldkampioenschappen schaatsen afstanden 2012 werd gereden op 22 maart 2012 in het ijsstadion Thialf in Heerenveen, Nederland.
Håvard Bøkko was de titelverdediger. Shani Davis was de enige die dit seizoen twee wereldbekerwedstrijden op de 1500 meter wist te winnen. De andere wedstrijden werden gewonnen door Stefan Groothuis, Wouter Olde Heuvel, Ivan Skobrev en Bøkko. Laatstgenoemde won ook het klassement.
De Canadees Denny Morrison won de 1500, vier jaar nadat hij in Nagano ook al kampioen was geworden.

## Statistieken

### Uitslag
| #      | Naam                        | Land | Tijd    |
| ------ | --------------------------- | ---- | ------- |
| Goud   | Denny Morrison              | CAN  | 1.46,44 |
| Zilver | Ivan Skobrev                | RUS  | 1.46,49 |
| Brons  | Håvard Bøkko                | NOR  | 1.46,50 |
| 4      | Shani Davis                 | USA  | 1.46,64 |
| 5      | Stefan Groothuis            | NED  | 1.46,65 |
| 6      | Denis Joeskov               | RUS  | 1.46,81 |
| 7      | Jonathan Kuck               | USA  | 1.46,83 |
| 8      | Kjeld Nuis                  | NED  | 1.47,06 |
| 9      | Zbigniew Bródka             | POL  | 1.47,10 |
| 10     | Konrad Niedźwiedzki         | POL  | 1.47,12 |
| 11     | Benjamin Macé               | FRA  | 1.47,13 |
| 12     | Alexis Contin               | FRA  | 1.47,53 |
| 13     | Mathieu Giroux              | CAN  | 1.47,64 |
| 14     | Koen Verweij                | NED  | 1.47,74 |
| 15     | Sverre Lunde Pedersen       | NOR  | 1.47,86 |
| 16     | Bart Swings                 | BEL  | 1.47,90 |
| 17     | Brian Hansen                | USA  | 1.47,92 |
| 18     | Jevgeni Lalenkov            | RUS  | 1.48,36 |
| 19     | Lucas Makowsky              | CAN  | 1.48,45 |
| 20     | Mirko Nenzi                 | ITA  | 1.48,75 |
| 21     | Patrick Beckert             | GER  | 1.49,50 |
| 22     | Denis Koezin                | KAZ  | 1.49,68 |
| 23     | Roland Cieslak              | POL  | 1.50,11 |
| 24     | Håvard Holmefjord Lorentzen | NOR  | 1.50,92 |

### Loting
| Rit | Binnenbaan                  | Buitenbaan            |
| --- | --------------------------- | --------------------- |
| 1   | Roland Cieslak              | Patrick Beckert       |
| 2   | Håvard Holmefjord Lorentzen | Denis Koezin          |
| 3   | Mirko Nenzi                 | Lucas Makowsky        |
| 4   | Jevgeni Lalenkov            | Denis Joeskov         |
| 5   | Mathieu Giroux              | Bart Swings           |
| 6   | Jonathan Kuck               | Sverre Lunde Pedersen |
| 7   | Benjamin Macé               | Zbigniew Bródka       |
| 8   | Koen Verweij                | Alexis Contin         |
| 9   | Konrad Niedźwiedzki         | Ivan Skobrev          |
| 10  | Brian Hansen                | Stefan Groothuis      |
| 11  | Håvard Bøkko                | Kjeld Nuis            |
| 12  | Shani Davis                 | Denny Morrison        |

1996 · 
1997 · 
1998 · 
1999 · 
2000 · 
2001 · 
2003 · 
2004 · 
2005 · 
2007 · 
2008 · 
2009 · 
2011 · 
2012 · 
2013 · 
2015 · 
2016 · 
2017 · 
2019 ·
2020 ·
2021 ·
2023 ·
2024 ·
2025